# Tetrachroa variegatum
Tetrachroa variegatum är en fjärilsart som beskrevs av Rothschild 1894. Tetrachroa variegatum ingår i släktet Tetrachroa och familjen svärmare. Inga underarter finns listade i Catalogue of Life.